# Betahistin
Betahistin hidrohlorid (Serc, Hiserk, Betaserc) je lek protiv vrtoglavice. On je prvo registrovan u Evropi 1970 za tretman Menijerove bolesti. On se obično propisuje pacijentima sa poremećajem balansa ili za olakšavanje simptoma vrtoglavice vezanih za Menijerovu bolest.

## Hemija
Betahistin je hemijski 2-[2-(metilamino)etil]piridin, i formuliše se kao dihidrohloridna so. Njegova struktura je blisko slična sa fenetilaminom i histaminom.

## Spoljašnje veze
|  | Molimo Vas, obratite pažnju na važno upozorenje u vezi sa temama iz oblasti medicine (zdravlja). |